# Кубок Тото 2020
Кубок Тото 2020 — 36-й розіграш Кубка Тото. Титул всьоме здобув Маккабі Тель-Авів.

## Формат змагань
На першому етапі команди за географічним принципом поділені на три групи по 4 учасників. Найкращий клуб серед переможців груп пройшов до фіналу, усі інші команди - до кваліфікаційних матчів. Учасники Суперкубка Ізраїлю 2020 Маккабі (Тель-Авів) та Хапоель (Беер-Шева) не змагаються у груповому турнірі, переможець проходить до фіналу Кубка Тото 2020.

## Груповий етап
Матчі пройшли з 8 по 16 серпня 2020 року.

### Група А
| М  | Команда                      | І | В | Н | П | МЗ | МП | РМ | О |
| -- | ---------------------------- | - | - | - | - | -- | -- | -- | - |
| 1. | Бней Сахнін                  | 3 | 2 | 1 | 0 | 4  | 1  | +3 | 7 |
| 2. | Маккабі (Хайфа)              | 3 | 2 | 0 | 1 | 2  | 1  | +1 | 6 |
| 3. | Хапоель Іроні (Кір'ят-Шмона) | 3 | 0 | 2 | 1 | 3  | 4  | −1 | 2 |
| 4. | Хапоель (Хайфа)              | 3 | 0 | 1 | 2 | 2  | 5  | −3 | 1 |

Результати
| Команда                      | БНЕ | МХА | ХХА | ХКШ |
| ---------------------------- | --- | --- | --- | --- |
| Бней Сахнін                  |     | 1-0 | *   | *   |
| Маккабі (Хайфа)              | *   |     | 1-0 | *   |
| Хапоель (Хайфа)              | 0-2 | *   |     | 2-2 |
| Хапоель Іроні (Кір'ят-Шмона) | 1-1 | 0-1 | *   |     |

### Група B
| М  | Команда               | І | В | Н | П | МЗ | МП | РМ | О |
| -- | --------------------- | - | - | - | - | -- | -- | -- | - |
| 1. | Маккабі (Нетанья)     | 3 | 2 | 0 | 1 | 4  | 1  | +3 | 6 |
| 2. | Хапоель (Кфар-Сава)   | 3 | 1 | 1 | 1 | 5  | 5  | 0  | 4 |
| 3. | Маккабі (Петах-Тіква) | 3 | 1 | 1 | 1 | 3  | 5  | −2 | 4 |
| 4. | Хапоель (Хадера)      | 3 | 0 | 2 | 1 | 2  | 3  | −1 | 2 |

Результати
| Команда               | МНЕ | ХКС | МПТ | ХХА |
| --------------------- | --- | --- | --- | --- |
| Маккабі (Нетанья)     |     | 3-0 | 0-1 | *   |
| Хапоель (Кфар-Сава)   | *   |     | *   | 1-1 |
| Маккабі (Петах-Тіква) | *   | 1-4 |     | 1-1 |
| Хапоель (Хадера)      | 0-1 | *   | *   |     |

### Група C
| М  | Команда             | І | В | Н | П | МЗ | МП | РМ | О |
| -- | ------------------- | - | - | - | - | -- | -- | -- | - |
| 1. | Бейтар              | 3 | 1 | 2 | 0 | 2  | 0  | +2 | 5 |
| 2. | Бней-Єгуда          | 3 | 1 | 1 | 1 | 4  | 5  | −1 | 4 |
| 3. | Хапоель (Тель-Авів) | 3 | 1 | 1 | 1 | 1  | 3  | −2 | 4 |
| 4. | Ашдод               | 3 | 1 | 0 | 2 | 5  | 4  | +1 | 3 |

Результати
| Команда             | БЕЙ | БНЕ | ХТА | АШД |
| ------------------- | --- | --- | --- | --- |
| Бейтар              |     | *   | 0-0 | *   |
| Бней-Єгуда          | 0-0 |     | *   | 1-5 |
| Хапоель (Тель-Авів) | *   | 0-3 |     | *   |
| Ашдод               | 0-2 | *   | 0-1 |     |

## Кваліфікаційні матчі

### Суперкубок Ізраїлю
| 8 серпня 2020 20:15 (EEST) |

| Хапоель (Беер-Шева) | 0:2      | Маккабі (Тель-Авів) |
| ------------------- | -------- | ------------------- |
|                     | Протокол | Блекмен 7', 32'     |

| Тедді, Єрусалим Глядачів: 0 Арбітр: Даніель Бар Натан |

| 13 серпня 2020 20:30 (EEST) |

| Маккабі (Тель-Авів) | 2:0      | Хапоель (Беер-Шева) |
| ------------------- | -------- | ------------------- |
| Коен 13' Алмог 44'  | Протокол |                     |

| Блумфілд (стадіон), Тель-Авів Глядачів: 0 Арбітр: Галь Лейбовіц |

### Матч за 13-14 місця
| Команда 1        | Рахунок | Команда 2       |
| ---------------- | ------- | --------------- |
| 23 серпня 2020   |         |                 |
| Хапоель (Хадера) | 4:2     | Хапоель (Хайфа) |

### Матч за 11-12 місця
| Команда 1                    | Рахунок | Команда 2 |
| ---------------------------- | ------- | --------- |
| 23 серпня 2020               |         |           |
| Хапоель Іроні (Кір'ят-Шмона) | 2:0     | Ашдод     |

### Матч за 9-10 місця
| Команда 1           | Рахунок      | Команда 2             |
| ------------------- | ------------ | --------------------- |
| 24 серпня 2020      |              |                       |
| Хапоель (Тель-Авів) | 0:0 пен. 1:4 | Маккабі (Петах-Тіква) |

### Матч за 7-8 місця
| Команда 1      | Рахунок | Команда 2           |
| -------------- | ------- | ------------------- |
| 23 серпня 2020 |         |                     |
| Бней-Єгуда     | 2:1     | Хапоель (Кфар-Сава) |

### Матч за 5-6 місця
| Команда 1           | Рахунок | Команда 2       |
| ------------------- | ------- | --------------- |
| 22 серпня 2020      |         |                 |
| Хапоель (Беер-Шева) | 1:0     | Маккабі (Хайфа) |

### Матч за 3-4 місця
| Команда 1      | Рахунок | Команда 2         |
| -------------- | ------- | ----------------- |
| 22 серпня 2020 |         |                   |
| Бейтар         | 1:0     | Маккабі (Нетанья) |

## Фінал
| 22 серпня 2020 20:30 (EEST) |

| Бней Сахнін | 0:2      | Маккабі (Тель-Авів)       |
| ----------- | -------- | ------------------------- |
|             | Протокол | Бальтакса 67' Бітон 90+2' |

| Стадіон «Доха», Сахнін Глядачів: 0 Арбітр: Ідан Лайба |